# Superfruit
Superfruit — комедийный видеоблог, созданный американскими музыкантами Митчеллом Грасси и Скоттом Хоингом, которые более известны как участники группы Pentatonix, а также название их музыкального дуэта. Основное направление канала — юмористические видео: скетчи, челленджи, игры, общение с фанатами, также иногда на нем появляются музыкальные видео. После выхода альбома «Future Friends», записанного дуэтом, там появились официальные видеоклипы на композиции из альбома. К январю 2018 года на канале более 2,5 млн подписчиков и более 360 млн просмотров.

## История
Митч рассказывал: «Когда я со Скоттом был в IHOP, мы обсуждали, что каждый из нас хочет завести собственный канал на YouTube. Тогда мы подумали „Почему бы нам не сделать это вместе?“» Скотт упомянул, что название «Superfruit» «само пришло на ум Митчу». Первое видео на канале Superfruit было опубликовано 13 августа 2013 года. За время существования канала блогеры приглашали поучаствовать в съёмках множество медийных личностей: блогеров (Миранда Сингз, Дрю Монсон, Коннор Франта, Тайлер Окли), музыкантов (Тори Келли, Тодрик Холл, Кирсти Мальдонадо), актрису Мэйси Уильямс и многих других. В некоторых видео ребята отступали от жанра видеоблога и записывали каверы на известные песни, попурри поп-исполнителей. 18 октября 2016 года вышла первая полноценная студийная запись дуэта, сингл «Bad 4 Us» и видео к нему, а в видео 13 июня 2017 года Скотт и Митч анонсировали выпуск двух мини-альбомов под общим названием «Future Friends». Первый EP появился в iTunes, Amazon, Spotify и Google Play 30 июня, вторая часть вышла 15 сентября. После выхода каждого мини-альбома на канале каждую неделю последовательно выходил один клип на каждую песню из «Future Friends». 14 сентября Superfruit выступили на The Late Late Show with James Corden с песней «Hurry Up!». 30 сентября вышла физическая копия объединённого альбома «Future Friends», который содержал три бонусных трека.